# Neustrasjimyj-klassen
Neustrasjimyj-klassen (NATO-rapporteringsnavnet baseret på det første skib i klassen ((russisk) Неустрашимый, på dansk "Frygtløs") er en ASW-fregat i Ruslands flåde. Den russiske betegnelse for klassen er Projekt 11540 Jastreb ((russisk) Ястреб, eller på dansk: Accipiter).

## Beskrivelse
I midten af 1970'erne begyndte udviklingen af „Projekt 1154“, en antiubådskorvet. I begyndelsen regnede man men en tonnage på omkring 1.500 tons. I løbet af udviklingsperioden steg dette overslag dog betragteligt. Monteringen af moderne våben såvel som et helikopterdæk betød at man i stedet havde udviklet en moderne multirollefregat der skulle afløse skibene af Krivak-klassen.
Før 1990 blev tre skibe køllagt ved Jantar-værftet i Kaliningrad og blev i de følgende år søsat. Kun det første skib i klassen blev færdiggjort og hejste kommando i 1993. Det andet skib blev først færdiggjort i 2009 og indgår nu sammen med det andet i Østersøflåden. Det tredje skib i klassen ligger stadig ufærdigt ved værftet, hvor man vurderer om det skal færdigbygges og sælges.

## Teknik
Fregatterne er 129,6 meter lange, 15,60 meter bredde og har en dybgang på 5,60 meter samt et deplacement på 3.800 tons. Skroget og overbygningen er konstrueret i står og lavet med henblik på at minimere skibenes akustiske signatur. Fremdrivningen består af 2×2 gasturbiner med henholdsvis 20.000 og 37.000 Hk hver.

## Bevæbning
På skibets fordæk er der installeret en 100 mm AK-100 artilleripjece der er i stand til at engagere overflade-, luft- og landmål. Ammunitionslasten kan indeholde 350 granater, blandt andet panserbrydende granater. Skudkadencen er mellem 30 og 50 skud i minuttet med en rækkevidde på op til 20 kilometer. Våbensystemet består af et computersystem til optisk- eller radarildledelse, både manuelt og automatisk.
Til overfladekrigsførelse er klassen udstyret med 8 SS-N-25-antiskibsmissiler. Disse er placeret i to firedobbelte missilkanistre placeret mellem overbygningerne.
På begge sider af skibet er der placeret tre 533 mm torpedorør. Disse kan bruges til affyringen af torpedoer og SS-N-15 eller SS-N-16-antiubådsmissiler.
Til antiubådskrigsførelse er klassen udstyret med en Kamov Ka-27 helikopter samt en tolvrørs RBU-6000 antiubådsmortér med i alt 96 skud.
Til luftforsvar er der, mellem kanonen og RBU-6000 placeret fire VLS til SA-N-9 luftforsvarsmissiler. På begge sider af sattelitdomen er der placeret et CADS-N-1-CIWS med 80 missiler og 600 skud til hver af systemets to maskinkanoner (2×2 maskinkanoner)
Otte PK-10 missilvildledningssystemer samt yderligere to af PK-16-typen giver forsvar mod radar- infrarøde- og optisk- styrede missiler.
Der var også planlagt en eksportversion af klassen benævnt Projekt 11541 "Korsar" (med forskelligt våbensystem og elektronik end den russiske verison). Der har dog ikke været udvist interesse fra potentielle kunder.

## Skibe i klassen
| Pnt. | Navn            | Kølen lagt     | Søsat        | Indgået         | Skæbne                       | Kaldesignal |
| ---- | --------------- | -------------- | ------------ | --------------- | ---------------------------- | ----------- |
| 712  | Neustrasjimyj   | 27. marts 1987 | 25. maj 1988 | 24. januar 1993 | I tjeneste ved Østersøflåden | -           |
| 727  | Jaroslav Mudryj | 27. maj 1988   | 2006         | 19. juni 2009   | I tjeneste ved Østersøflåden | -           |
| -    | Tuman           | 1993           |              |                 | Ligger ufærdig ved værftet   | -           |